# 곤 (괘)
곤(坤)은 팔괘의 하나이다. 점괘의 형태는 이며, 3효 모든 것이 음으로 구성된다. 또는 육십사괘의 하나이며, 곤위지, 곤하곤상으로 구성된다.

## 괘상
지·순·우·복·모·부덕·위·보좌역·둔중·대중·미혹 등을 상징한다. 방위로서는 서남, 즉 지지의 미와 신의 사이, 미신을 나타낸다.
납갑에서는 을, 오행의 나무, 오방의 동쪽, 또는 계, 오행의 물, 오방의 북쪽에 대어진다.

## 선천도
복희선천 팔괘에서의 순서는 8이며, 방위는 사정괘의 한 살로 북쪽에 배치된다. 음양 소식은 그늘이 극히 기다렸더니 있다.